# HERG
hERG (the human  Ether-à-go-go-Related Gene)，人延迟整流钾离子通道基因，是指基因KCNH2。该基因编码的蛋白质被称为 Kv11.1，是钾离子通道(英語：potassium ion channel)的α亚基（英語：alpha subunit）。该基因编码的钾离子通道（有时简单地使用'hERG'表示）最为著名的是其对心脏的电位活性，可协调心跳（即，hERG通道介导在心脏动作电位中延迟整流钾电流--IKr的复极化）。当这个通道介导电流通过细胞膜的能力受到抑制或妥协让步时，不论是由于药物的作用还是某些家族的基因突变引发，都会导致潜在的致命疾病——QT间期延长综合症。若干临床上成功的上市药物有抑制hERG的趋势，导致其在使用过程中也伴随着猝死的药物不良反应风险。因此，在药物研发过程中要尽量避免药物对抗靶标(英語：antitarget)的hERG抑制。hERG还跟神经系统的某些细胞功能的调节以及白血病细胞癌症特性的建立和维持有关。

## 命名
1994年4月，威斯康星大学麦迪逊分校的杰夫（英語：Jeff Warmke)和巴里（英語：Barry Ganetzky）在论文中首次命名和描述了hERG基因。
hERG基因是首次发现于果蝇的Ether-à-go-go基因的人类同源类似物。 Ether-à-go-go基因由现在任职于希望城国家医学中心（英語：City of Hope National Medical Center）的威廉·d·卡普兰在1960年代命名。当使用乙醚麻醉拥有 Ether-à-go-go基因突变的苍蝇时，它们的腿就开始颤抖，就像当时流行于加利福尼亚西好莱坞的威士忌摇摆舞（英語：Whisky A Go-Go）夜总会的舞蹈。

## Interactions
HERG和 YWHAE之间存在相互作用。